# Сибирское слово
«Сибирское слово» — ежедневная общественно-экономическая, политическая и литературная газета.
Выходила с 1 августа 1910 по 8 декабря 1911 гг. ежедневно, кроме дней послепраздничных. Цена отдельного номера в Томске — 4 коп., вне города — 5 коп. Формат газеты приближен к современному А2. В номере 4 страницы.

## История
Газета «Сибирское слово» возникла в 1910 году. Первым редактором газеты был А. И. Збукирев, затем В. Д. Маракулин и В. Е. Воложанин.
В первых номерах газеты за 1910 год, публиковалось объявление «От Редакции», в котором сообщалось следующее: "Несмотря на то, что "Сибирские отголоски с 1 августа перешли в другие руки, о чем было своевременно объявлено, нашу газету нередко смешивают с прежним изданием. Во избежание дальнейших недоразумений редакция решила переменить и само название газеты, которая с 10 ноября будет выходить под заголовком «Сибирское слово»..
В газете публиковалось множество различной информации для жителей города: объявления, афиши театров, известия за день, телеграммы, Томская хроника, происшествия по Сибири и России, международные новости и многое другое.
В разное время издателями газеты были — М. И. Преловский, В. Е. Воложанин, В. Т. Молотковский, К. А. Орлов. Паровая типография Н. И. Орловой.
Воскресные номера газеты выходили с бесплатным иллюстрированным приложением. В нём публиковались различные стихотворения, фельетоны, рассказы известных и малоизвестных авторов, воспоминания, иллюстрации, репродукции картин и др.. Формат приложения приближен к современному А4.
В приложениях к № 140 и № 145 опубликована большая статья С. А. Коваленко «Император Александр I-й и старец Фёдор Кузьмич», в которой автор повествует следующее: «Заинтересовавшись личностью Фёдора Кузьмича, я кое-что читал о нём в периодических изданиях, но нигде точных и определённых указаний к выяснению этой загадочной личности не встречал, кроме предположений, основанных на народных толках, и некоторых, не имеющих твёрдой опоры фактах, что под именем Фёдора Кузьмича скрывался император Александр Благословенный. Много по этому поводу писали и пишут, но загадка, так таки и остаётся загадкой, которой в настоящее время глубоко заинтересована вся Россия, а в особенности томичи, среди которых образовался даже специальный кружок, задавшийся целью выяснить личность таинственного подвижника».
На одной из страниц приложения к № 168, 1911 г., можно увидеть портрет-шарж на Е. Л. Зубашева, известного общественного деятеля в Сибири.
Газета «Сибирское слово» является ценным источником для изучения истории развития периодической печати в городе Томске и Сибири.
Предыдущие связанные заглавия: «Сибирские отголоски». Последующее заглавие: «Утро Сибири», «Новая жизнь», «Путь народа».